# Chociwle
Chociwle (deutsch Friedrichsfelde) ist ein Dorf in der Woiwodschaft Westpommern in Polen. Das Dorf gehört zur Gmina Bobolice (Stadt- und Landgemeinde Bublitz) im Powiat Koszaliński (Kösliner Kreis).

## Geographische Lage
Das Dorf liegt in Hinterpommern, etwa 150 km östlich von Stettin und gut 2 km östlich der Stadtmitte von Bublitz. Am nördlichen Dorfrand liegt die Woiwodschaftsstraße 205, deren Verlauf hier der ehemaligen Reichsstraße 159 entspricht.

## Geschichte
Das Dorf ist aus einem Vorwerk des Amtes Bublitz namens „Oberschäferey“ hervorgegangen. In Ludwig Wilhelm Brüggemanns Ausführlicher Beschreibung des Königlich-Preußischen Herzogtums Vor- und Hinterpommern (1784) ist Oberschäferey als ein „ritterfreyes Vorwerk“ aufgeführt. Es umfasste damals 581 Morgen Land, im Ort bestanden drei Haushalte („Feuerstellen“). Bei dem Vorwerk hatten zehn Bauern und zwei Kossäten aus dem Dorf Porst Dienste zu leisten.
Bis zur Mitte des 19. Jahrhunderts war der Ortsname zu Friedrichsfelde geändert worden. Friedrichsfelde war damals ein Landgut, das einem Leutnant Leschbrand gehörte. In Friedrichsfelde, zu dem auch das nördlich von Bublitz gelegene Vorwerk Ludwigshof rechnete, wurden 72 Einwohner in 12 Familien gezählt. Das Gut umfasste eine Fläche von 1388 Morgen.
Der Gutsbezirk Friedrichsfelde gehörte zum Kreis Fürstenthum und kam bei dessen Aufteilung 1872 zum neugebildeten Kreis Bublitz. Im Jahre 1907 wurde der Gutsbezirk Friedrichsfelde in die Landgemeinde Friedrichsfelde umgewandelt. Die Gemeinde zählte im Jahre 1925 86 Einwohner in 17 Haushaltungen; neben Friedrichsfelde bestanden keine weiteren Wohnplätze. Bei der Auflösung des Kreises Bublitz kam die Landgemeinde Friedrichsfelde 1932 zum Kreis Köslin. Zum 1. April 1939 wurde Friedrichsfelde in die benachbarte Stadt Bublitz eingemeindet.
1945 kam Friedrichsfelde, wie ganz Hinterpommern, an Polen. Die Bevölkerung wurde vertrieben und durch Polen ersetzt. Friedrichsfelde erhielt den polnischen Ortsnamen „Chociwle“. Heute gehört der Ort zur Gmina Bobolice (Stadt- und Landgemeinde Bublitz), in der er ein eigenes Schulzenamt bildet.

## Söhne und Töchter des Ortes
- Hermann von Malotki (1830–1911), preußischer Generalleutnant und Kommandeur der 9. Infanterie-Brigade